# مؤسسة إستلاستيك
مؤسسة إستلاستيك (بالإنجليزية: Scholastic Corporation)‏ (سابقًا: دار إستلاستيك للنشر)؛ هي شركة نشر وتعليم وإعلام أمريكية متعددة الجنسيات تشتهر بنشر، بيع وتوزيع الكتب والمواد التعليمية الخاصة بالمدارس والمعلمين وأولياء الأمور والأطفال. تُوزع إصدارات المؤسسة من خلال المدارس بواسطة أندية القراءة والمعارض، ومن خلال متاجر البيع بالتجزئة والبيع عبر الإنترنت. تعد إستلاستيك أكبر ناشر وموزع في العالم يُعنى بكتب الأطفال والمواد التعليمية المطبوعة والرقمية لمرحلة ما قبل الروضة إلى الصف الثاني عشر. والمؤسسة حاصلة على حقوق النشر الأمريكية الدائمة لسلسلتي هاري بوتر ومباريات الجوع.
يقع مقر مؤسسة إستلاستيك في مدينة نيويورك، وأسّسها موريس آر. «روبي» روبنسون (بالإنجليزية: Maurice R. "Robbie" Robinson)‏ في 22 أكتوبر 1920 باسم شركة ستلاستيك للنشر (بالإنجليزية: Scholastic Publishing Company)‏. بلغ عدد موظفيها في العام 2014 حوالي عشرة آلاف شخص، وقّدّرت حجم إيراداتها في العام 2016 بحدود المليار و600 مليون دولار أمريكي.